# Mette Ommundsen
Mette Ommundsen, née le 26 février 1977 à Stavanger, est une ancienne handballeuse internationale norvégienne.

## Palmarès

### Club
- finaliste de la Coupe EHF en 2009 avec HC Leipzig

### Distinctions individuelles
- meilleure marqueuse de la Coupe EHF en 2009 avec 68 buts[3]